# Aeroportul Nürnberg
Aeroportul din Nürnberg (IATA: NUE, ICAO: EDDN), oficial Albrecht Dürer Airport Nürnberg, este un aeroport internațional situat la 4,5 km nord de centrul orașului Nürnberg, în Germania. A fost deschis în 1955.

## Istoric
Din 1997 până în 2013 a fost baza de corespondență aeroportuară a companiei Air Berlin. Aeroportul Nürnberg a lucrat în pierdere după retragerea companiei Air Berlin, iar apoi s-a redresat financiar. În prezent este unul din aeroporturile germane cu cea mai mare creștere.

## Traficul de pasageri
|  | Graficele sunt indisponibile din cauza unor probleme tehnice. Mai multe informații se găsesc la Phabricator și la wiki-ul MediaWiki. |

Vezi interogarea Wikidata.

## Companii și destinații

### Companii
| Companie aeriană        | Linie directă spre/de la |
| ----------------------- | --- |
| Air France              | Paris-Charles-de-Gaulle, Lyon (operat de HOP!) |
| Air VIA                 | Sezoniere: Burgas, Varna |
| Bulgarian Air Charter   | Sezoniere: Burgas, Varna |
| Eurowings               | Berlin-Tegel, Düsseldorf, Hamburg, Viena, Palma de Mallorca |
| Fly Lili (suspendat)    | Brașov, Sibiu |
| KLM                     | Amsterdam |
| Lufthansa               | Frankfurt pe Main, München |
| Pegasus Airlines        | Istanbul Sabiha Gökçen |
| Ryanair                 | Bergamo (începând din noiembrie 2016), Budapesta (începând din noiembrie 2016), Malta (începând din noiembrie 2016), Manchester (începând din noiembrie 2016), Londra-Standsted, RomaCiampino (începând din noiembrie 2016) Sezoniere: Alicante, Malaga |
| SunExpress              | Antalya Sezonier: Izmir |
| Sun Express Deutschland | Hurghada Sezoniere: Adana, Ankara, Enfidha, Fuerteventura, Heraklion |
| Swiss                   | Zürich |
| TUIfly                  | Fuerteventura, Gran Canaria, Tenerife-Sud Sezoniere: Antalya, Corfu, Dalaman, Heraklion, Kos, Menorca, Palma de Mallorca, Rhodos |
| Turkish Airlines        | Istanbul |
| Vueling                 | Barcelona |
| Wizz Air                | București-Otopeni, Brașov, Cluj, Sibiu, Skopje |

### Destinații pe țări
| Rang | Destinația    | Pasageri 2016 | Bilanț     | Pasageri 2015 | Decolări 2016 | Bilanț     | Decolări 2015 |
| ---- | ------------- | ------------- | ---------- | ------------- | ------------- | ---------- | ------------- |
| 1    | Germania      | 558.210       | ▲ 2,5 %    | 544.619       | 9.254         | ▼ -1,36 %  | 9.382         |
| 2    | Spania        | 313.866       | ▲ 14,93 %  | 273.092       | 2.055         | ▲ 21,1 %   | 1.697         |
| 3    | Turcia        | 250.581       | ▼ -18,84 % | 308.735       | 1.732         | ▼ -18,69 % | 2.130         |
| 4    | Țările de Jos | 97.539        | ▲ 3,55 %   | 94.199        | 1.223         | ▼ -2 %     | 1.248         |
| 5    | Franța        | 79.071        | ▼ -2,97 %  | 81.493        | 1.371         | ▲ 2,24 %   | 1.341         |
| 6    | Regatul Unit  | 78.237        | ▲ 28,62 %  | 60.829        | 555           | ▲ 18,34 %  | 469           |
| 7    | Grecia        | 71.123        | ▲ 1,78 %   | 69.877        | 442           | ▼ -1,78 %  | 450           |
| 8    | Elveția       | 70.727        | ▼ -2,13 %  | 72.266        | 1.224         | ▼ -2,31 %  | 1.253         |
| 9    | România       | 42.681        | ▲ 40,06 %  | 30.474        | 284           | ▲ 30,28 %  | 218           |
| 10   | Austria       | 34.131        | ▲ 2,85 %   | 33.186        | 805           | ▼ -6,94 %  | 865           |

## Acces

### Transport în comun
Aeroportul este deservit de linia U2 a Metroului din Nürnberg, care asigură legătura cu gara centrală în 12 minute. Aeroportul este deservit și de liniile de autobuz 32, 33 și N12.